# Marc Molk
Marc Molk est un écrivain et un peintre français, né le 25 juillet 1972 à Marseille.

## Biographie
En 1997, après des études littéraires, hypokhâgne et khâgne, Marc Molk obtient un DEA en esthétique et en philosophie de l'art, à l'université Paris-Sorbonne. Son mémoire, placé sous la direction d'Anne Moëglin-Delcroix, s'intitule « Techniques du réalisme dans la peinture contemporaine ». Il entreprend ensuite, sous la direction de Michel Haar, la rédaction d'une thèse — inachevée — sur « La fonction phénoménologique de la représentation picturale ».
En 2006 paraît Pertes humaines, son premier roman, aux éditions Arléa.
En 2011, Arte l'invite, à l'occasion de la sortie en DVD de l'intégralité du procès Barbie, à s'exprimer sur la représentation de la shoah en peinture, à travers son œuvre Le stade du Vel'd'Hiv' (2007),.
En 2013 paraît le roman La Disparition du monde réel, dans la collection Qui Vive, aux éditions Buchet/Chastel,,,.
En 2014 paraît Plein la vue, la peinture regardée autrement, recueil de textes critiques, aux éditions Wildproject.
Les 30 et 31 octobre 2014, il participe au colloque « La Fabrique de la peinture » qui s'est tenue au Collège de France, aux côtés de Jeff Koons, Anne Neukamp, Damien Cadio, Jules de Balincourt, Eva Nielsen, Hernan Bas, Chéri Samba, Thomas Lévy-Lasne, Ida Tursic & Wilfried Mille, Grégory Forstner, Glenn Brown et Amélie Bertrand. Sa communication s'intitule « La raison sentimentale ».
Marc Molk est membre de la maison des écrivains et de la littérature.

## Œuvre

### Romans
- Pertes humaines, roman, éditions Arléa, 2006[9],[10]
- La Disparition du monde réel, roman, collection Qui Vive, éditions Buchet/Chastel, 2013[11],[12],[13],[14]

### Nouvelles
- « Petite lettres en ramas d’Ignace à Sidonie », in revue Edwarda, no 10, octobre 2013
- « Wanda au nez albe, aux yeux turquin, parle aux grenouilles », in revue Edwarda, no 11, mai 2014

### Essai
- Plein la vue (la peinture regardée autrement), recueil de textes critiques, éditions Wildproject, 2014[15],[16].

### Ouvrages collectifs
- « Le bal Gaston Couté » in Collection irraisonnée de préfaces à des livres fétiches, éditions Intervalles, 2008
- « Le Trophée d'Auguste à la Turbie » in 100 monuments, 100 écrivains / Histoires de France, éditions du Patrimoine, CMN, 2009
- « Serment de la sirène qui vit la pieuvre qui emporta l’homme qui n’est jamais revenu » in Là où je ne suis pas : Kimiko Yoshida - Autoportrait, éditions Actes Sud, 2010[17]
- « Ressentimaman » in Maman, la peinture appelle sa maman, Fabienne Audéoud, éditions Particules, 2014

## Peinture

### Expositions personnelles
- 2012 : « Le ciel bleu sur nous peut s'effondrer », Galerie Da-end, Paris
- 2011 : « A Bela adormecida », Galeria dos Prazeres, Madère
- 2009 : « Le Monopole du cœur », K's loft, Paris

### Expositions collectives
- 2009 :
  - « Novembre à Vitry », galerie municipale Jean-Collet, Vitry-sur-Seine
  - « Art protects », exposition au profit de la lutte contre le sida, galerie Yvon Lambert, Paris
- 2010 :
  - « Archichaos », commissariat Julia Van Hagen, sur une invitation de Kenny Schachter, Rove Project, Londres[18]
  - « Lonarte », Galeria dos Prazeres, Madère
  - Fondation Guasch Coranty, prix international de peinture, exposition des nommés, centre d'art Tecla Sala, Barcelone[19]
- 2012 :
  - Salon de Montrouge, Le Beffroi, Montrouge[20]
- 2013 :
  - Cabinet Da-End 03, Da-end gallery, Paris
  - « Salo », Les Salaisons, Romainville
  - « Micro-salon #3 », L'inlassable gallery, Paris

### Catalogue
- Marc Molk : Ekphrasis, catalogue monographique, éditions D-Fiction & Label hypothèse, 2012